# Belionota sagittaria
Belionota sagittaria es una especie de escarabajo del género Belionota, familia Buprestidae. Fue descrita científicamente por Eschscholtz en 1829.
Alcanza unos 24 milímetros (0,94 pulgadas) de largo.

## Distribución geográfica
Habita en Filipinas.